# فرانسيسكو كاميرا
فرانسيسكو كاميرا (بالإسبانية: Francisco Cámera)‏ مواليد 1944 في الأوروغواي، هو لاعب كرة قدم أوروغوياني. يلعب كمدافع. سبق له أن لعب في كأس العالم لكرة القدم مع منتخب بلاده.

## المسيرة الاحترافية

### أندية لعب لها
- بيلا فيستا

## روابط خارجية
- فرانسيسكو كاميرا على موقع الاتحاد الدولي (مؤرشف)  (الإنجليزية)
- فرانسيسكو كاميرا على موقع قاعدة بيانات كرة القدم.إي يو (الإنجليزية)
- فرانسيسكو كاميرا على موقع Soccerway.com (الإنجليزية)
- فرانسيسكو كاميرا على موقع عالم كرة القدم.نت (الإنجليزية)